# 2014 في تايلاند
فيما يلي قوائم الأحداث التي وقعت خلال عام 2014 في تايلاند.

## سياسة

### تعيين في المنصب
- 24 أغسطس – برايوت تشان أوتشا رئيس وزراء تايلاند.

### انتهاء فترة المنصب
- 7 مايو – ينغلاك شيناواترا رئيس وزراء تايلاند.

## رياضة
- 1 يناير – الدوري التايلاندي الممتاز 2014 الفائز نادي بوريرام يونايتد.

## وفيات

### يوليو
- 20 يوليو – بانا ريتيكراي (مواليد 1961)